# Cota inferior asintótica
En análisis de algoritmos una cota inferior asintótica es una función que sirve de cota inferior de otra función cuando el argumento tiende a infinito. Usualmente se utiliza la notación Ω(g(x)) para referirse a las funciones acotadas inferiormente por la función g(x).
Más formalmente se define:
{\displaystyle \Omega (g(x))=\left\{{\begin{matrix}f(x):{\mbox{existen }}c,x_{0}{\mbox{ constantes positivas tales que}}\\\forall x:x_{0}\leq x:0\leq cg(x)\leq f(x)\end{matrix}}\right\}}
Una función f(x) pertenece a Ω(g(x)) cuando existe una constante positiva c tal que a partir de un valor {\displaystyle x_{0}}, {\displaystyle cg(x)} no supera f(x). Quiere decir que la función f es superior a g a partir de un valor dado salvo por un factor constante. 
La cota inferior asintótica tiene utilidad en Teoría de la complejidad computacional a la hora de calcular la complejidad del mejor caso para los algoritmos.

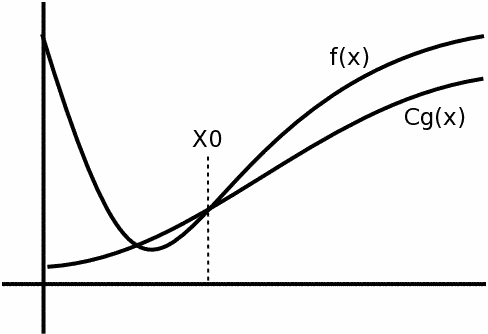
f(x)=Ω(g(x)).

A pesar de que Ω(g(x)) está definido como un conjunto, se acostumbra escribir f(x)=Ω(g(x)) en lugar de f(x) ∈ Ω(g(x)). Muchas veces también se habla de una función nombrando únicamente su expresión, como en x² en lugar de h(x)=x², siempre que esté claro cual es el parámetro de la función dentro de la expresión. En la gráfica se da un ejemplo esquemático de como se comporta {\displaystyle cg(x)} con respecto a f(x) cuando x tiende a infinito.
La cota ajustada asintótica (notación Θ) tiene relación con las cotas superior (notación O) e inferior asintóticas :
{\displaystyle f(x)=\Theta (g(x)){\mbox{ si y solo si }}f(x)=O(g(x)){\mbox{ y }}f(x)=\Omega (g(x))}

## Ejemplos
- La función x² puede ser acotada inferiormente por la función x. Para demostrarlo basta notar que para todo valor de x≥1 se cumple x≤x². Por tanto x² = Ω(x) (sin embargo, x no sirve como cota superior para x²).
- La función x²+200x está acotada inferiormente por x². Quiere decir que cuando x tiende a infinito el valor de 200x se puede despreciar con respecto al de x².